# Jean-Baptiste Audebert
Jean Baptiste Audebert (Rochefort, 1759 – Parigi, 1800) è stato un pittore, naturalista e incisore francese.

## Biografia
Audebert nacque a Rochefort. Studiò pittura e disegno a Parigi e si guadagnò una considerevole reputazione come pittore di miniature. Incaricato di preparare delle tavole per l'Histoire des colportes di Guillaume-Antoine Olivier, acquisì un grande interesse per la storia naturale. Nel 1800 apparve la sua prima opera, Histoire naturelle des singes, illustrata da sessantadue tavole, disegni e incisioni fatti da lui stesso. I colori di queste tavole erano insolitamente belli e vennero applicati con una tecnica sviluppata proprio da quest'artista.
Audebert morì a Parigi, lasciando, però, materiale completo per un'altra opera, l'Histoire des colibris, oiseaux-mouches, jacamars et promerops, che venne pubblicata nel 1802. Ne vennero realizzate duecento copie stampate in folio, cento in quarto e quindici scritte in lettere d'oro. Un'altra opera, L'Histoire des grimpereaux et des oiseaux de paradis, rimasta incompleta, venne pubblicata dopo la morte dell'autore. Questi due ultimi lavori apparvero anche riuniti insieme in due volumi, gli Oiseaux dorés, ou à reflets métalliques (1802).